# فرانسيس أوبيكويلو
فرانسيس أوبيكويلو (بالإنجليزية: Francis Obikwelu) مواليد 22 نوفمبر 1978 في نيجيريا، هو عداء برتغالي من أصل نيجيري متخصص في سباق 100 متر. شارك في دورة الألعاب الأولمبية وحصل على الميدالية الفضية. فاز بجائزة أفضل لاعب قوى في أوروبا.

## الميداليات
| الميدالية | المسابقة                                    |
| --------- | ------------------------------------------- |
| ذهبية     | بطولة العالم للناشئين لألعاب القوى 1996     |
| ذهبية     | بطولة العالم للناشئين لألعاب القوى 1996     |
| فضية      | بطولة العالم لألعاب القوى 1997              |
| برونزية   | بطولة العالم لألعاب القوى 1999              |
| ذهبية     | ألعاب عموم أفريقيا 1999                     |
| فضية      | الألعاب الأولمبية الصيفية 2004              |
| ذهبية     | بطولة أوروبا لألعاب القوى 2002              |
| ذهبية     | بطولة أوروبا لألعاب القوى 2006              |
| ذهبية     | بطولة أوروبا لألعاب القوى 2006              |
| فضية      | بطولة أوروبا لألعاب القوى 2002              |
| ذهبية     | بطولة أوروبا لألعاب القوى داخل الصالات 2011 |

## روابط خارجية
- فرانسيس أوبيكويلو على موقع الاتحاد الدولي لألعاب القوى (الإنجليزية)
- فرانسيس أوبيكويلو على موقع الاتحاد الأوروبي لألعاب القوى (الإنجليزية)
- فرانسيس أوبيكويلو على موقع الدوري الماسي (الإنجليزية)
- فرانسيس أوبيكويلو على موقع اللجنة الأولمبية الدولية (الإنجليزية)
- فرانسيس أوبيكويلو على موقع أوليمبيديا (الإنجليزية)